# Kangju

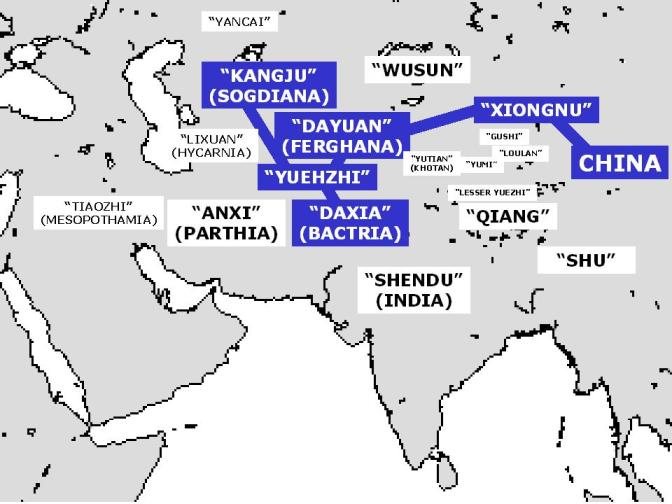
Regionen, die in Zhang Qians Bericht beschrieben sind. Besuchte Länder sind blau markiert.

Die Kangju (chinesisch 康居, Pinyin Kāngjū, je nach Quelle Kang-gü, K'ang-kü, Kangar, Kängäras, Kanglï, Kangārāyē) bildeten ein nomadisches Reich zwischen Aralsee und Tianshan bzw. Balchaschsee. Ihre Ethnizität wurde ursprünglich als türkisch angenommen, obwohl neuere Gelehrte die Kangju als iranisch betrachten oder sogar zu einem tocharischen Ursprung neigen. Wirkliche Kenntnisse über die Ethnizität bestehen nicht, archäologische Befunde weisen allerdings darauf hin, dass Nomaden mit einer Kultur von sarmatischem Typus in größerer Zahl auch in den Bewässerungsoasen Transoxaniens präsent waren.

## Transoxanien & Baktrien
Die Kangju werden generell oft mit den Sogde(r)n identifiziert, was aber nicht ganz richtig ist. Die chinesischen Quellen beschreiben es als zunächst kleinen Staat von Nomaden am Mittellauf des Syrdarja, dem in späterer Zeit ein riesiger Herrschaftsbereich zugerechnet wird, aber ohne eigentliche Beschreibung des Staates zu geben. In späterer Zeit werden die Fürsten von Samarkand mit dem Familiennamen Kang belegt, was ursprünglich auf eine dezentrale Oberherrschaft der Kangju über Transoxanien hindeutet. Über die Ereignisgeschichte ist wenig bekannt.

## Kaukasus

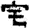
Kangar Tamga

Die Kangju unterwarfen die Alanen nördlich des Aralsees, die zum großen Teil westwärts und in Richtung Kaukasus abzogen, wo sie in armenischen und syrischen Quellen wieder als Kangārāyē in Erscheinung treten.

## Zentralasiatische Steppe
In späterer Zeit wurden auch große Teile kiptschakischer Stämme von den Chinesen als Kao-kü bezeichnet. Die Selbstbezeichnung dieser Stämme war Kanglï. Drei der mittelalterlichen Petschenegen-Gruppierungen (Javdi-Ertim, Küerči-Čur, und K'abukšyn-Jula) wurden in griechischen Quellen (Konstantinos Porphyrogennetos, De administrando imperio) als Kangar benannt. Die alttürkischen Inschriften von Kül-Tigin berichten diesbezüglich von einem Kängäräs-Volk, das etymologisch mit den Kangju verbunden wird. Die Kängäräs verbündeten sich mit den Ost-Türken (T’u-küe) gegen die regionale Türgesch-Herrschaft (Türgiş) der west-türkischen Konföderation. Ihre ethnische Einordnung ist unklar.
András Róna-Tas etymologisiert den Namen Kangar, in Bezug auf die „Farbe eines Pferdes“, mit dem petschenegischem Wort kongor für „braun“, abgeleitet aus dem Mitteltürkischen qoŋur/qoŋɣur, vom Proto-Türkischen *Koŋur („rot-braun, dunkelbraun“).